# Epomops
Epomops ist eine Gattung innerhalb des Taxons Epaulettenflughunde mit drei Arten, die in Afrika vorkommen.

## Arten und Verbreitung
Folgende Arten zählen zur Gattung:
- Büttikofer-Epaulettenflughund (Epomops buettikoferi), westliches Afrika von Senegal bis Nigeria.
- Dobson-Epaulettenflughund (Epomops dobsoni), von Angola bis Tansania und im Südosten bis Mosambik.
- Franquet-Epaulettenflughund (Epomops franqueti), von der Elfenbeinküste bis Uganda sowie im Süden bis Angola und Sambia.

## Merkmale
Die Arten erreichen eine Kopf-Rumpf-Länge von 13,5 bis 18 cm und besitzen keinen Schwanz. Die Länge der Unterarme variiert zwischen 7,5 und 10 cm. Am schwersten sind die Männchen von Epomops buettikoferi mit einem Gewicht von 160 bis 200 g. Weibchen dieser Art und die anderen Arten wiegen 60 bis 160 g. Das Fell kann von Exemplar zu Exemplar unterschiedlich gefärbt sein und ist meist in Grau- oder Brauntönen gehalten. An den Schultern kommen weiße oder gelbe Haarbüschel vor, die an Epauletten erinnern. Männchen, vor allem bei Epomops franqueti, besitzen gut entwickelte Kehlsäcke, mit denen sie weit hörbare Rufe ausstoßen.

## Lebensweise
Diese Flughunde halten sich in verschiedenartigen Wäldern sowie in offenen Landschaften mit Baumgruppen auf. Sie ruhen in den Baumkronen 4 bis 6 Meter über dem Grund oder im dichten Gebüsch. Die Tiere schlafen einzeln oder in kleineren Gruppen mit zwei bis drei Mitgliedern. Die Epomops-Arten fressen weiche Früchte sowie den Fruchtsaft anderer Früchte. Dabei werden die Früchte mit den spitzen Eck- und Vormahlzähnen angeritzt und danach mit der Zunge gegen den oberen Gaumen gepresst.
Bei den bekannten Populationen von Epomops franqueti erfolgt die Paarung im April sowie im September. Nach einer Trächtigkeit von fünf bis sechs Monaten wird das etwa 20 g schwere Jungtier zu Beginn der Regenzeit oder etwas später geboren. Bei den anderen Arten wurde ein ähnliches Fortpflanzungsverhalten beobachtet oder vermutet. Jungtiere werden 7 bis 13 Wochen gesäugt. Bei Weibchen tritt die Geschlechtsreife nach 6 Monaten ein, wogegen Männchen nach 11 Monaten fortpflanzungsfähig werden.

## Status
Die Weltnaturschutzunion (IUCN) listet die drei Arten als nicht gefährdet (Least Concern).